# Today (The Smashing Pumpkins)
Today è un singolo della band alternative rock statunitense The Smashing Pumpkins, il secondo estratto dal loro secondo album Siamese Dream.

## Il brano
Il testo del brano è piuttosto cupo, Corgan parla di un giorno in cui ha intenzioni suicide.
Il contrasto tra il testo e la parte musicale ha lasciato molti ascoltatori ignari del vero tema della canzone. Il brano alterna momenti sognanti e calmi ad altri duri con chitarre distorte e sovrapposte.
Sebbene Corgan abbia scelto Cherub Rock come primo singolo, Today e il successivo Disarm sono stati considerati da AllMusic come quelli che avrebbero reso popolare la band. Il brano è stato generalmente ben accolto dalla critica; in un articolo su Blender si afferma che ha raggiunto lo status di una delle canzoni rappresentative della sua generazione, rispecchiando l'alienazione dei giovani americani degli anni 90.
Il singolo, al tempo della sua realizzazione, è stato il maggior successo della band, raggiungendo il 4º posto nella classifica Modern Rock Tracks e il 28º posto nella Mainstream Rock Tracks negli Stati Uniti e il 44º posto nella classifica Official Singles Chart nel Regno Unito.

## Video musicale
Il video musicale, diretto da Stéphane Sednaoui, ha portato ancora più popolarità alla band, essendo ripetutamente trasmesso su MTV. È stato girato con apparecchiature di bassa qualità fotografica, come altri dei primi video dei Pumpkins, per una precisa decisione stilistica. La trama del video è stata ispirata a Corgan dal ricordo del guidatore di un camion di gelati, che al momento di lasciare il lavoro, aveva regalato tutti i gelati rimasti ai bambini del vicinato. Questa immagine è stata mischiata dal regista con scene ispirate al film Zabriskie Point di Michelangelo Antonioni. Il video è disponibile nel DVD Greatest Hits Video Collection (1991–2000), realizzato nel 2001.

## Tracce
CD singolo
1. Today – 3:22
2. Hello Kitty Kat – 4:32
3. Obscured – 5:20

Disco 7"
1. Today – 3:22
2. Apathy's Last Kiss – 2:42

## Classifiche
| Classifica (1993)                  | Massima posizione |
| ---------------------------------- | ----------------- |
| Stati Uniti                        | 103               |
| Stati Uniti (Billboard Modern)     | 4                 |
| Stati Uniti (Billboard Mainstream) | 28                |
| Regno Unito                        | 44                |
| Canada (RPM)                       | 82                |

## Formazione
hanno partecipato alle registrazioni, secondo le note dell'album:
- Billy Corgan - voce, chitarra, tastiere
- James Iha - chitarra
- D'arcy Wretzky - basso, cori
- Jimmy Chamberlin - batteria